# Hodh El Gharbi
Hodh El Gharbi („Westliches Becken“, arabisch ولاية الحوض الغربي, DMG Wilāyat al-Ḥauḍ al-Ġarbī) ist die achte der fünfzehn Verwaltungsregionen des afrikanischen Staates Mauretanien und ist benannt nach ihrer Lage in dem Landschaftsbecken El Hodh im Osten des Landes.
Die Bevölkerungszahl der Region hat in den Jahren 2000 bis 2023 von 212.156 auf 403.089 Einwohner zugenommen.

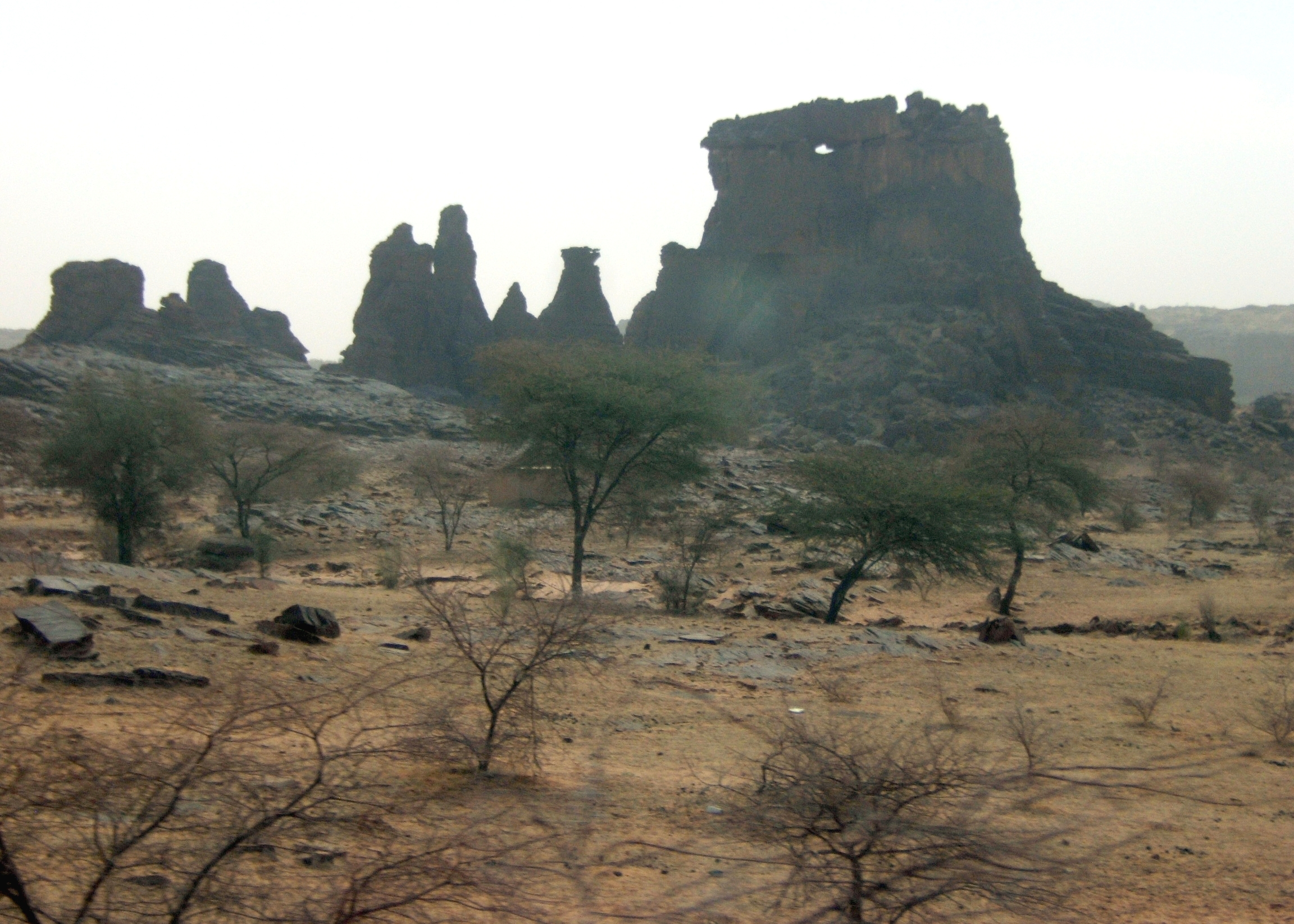
Landschaft in Hodh El Gharbi (nahe Ayoûn el-Atroûs)

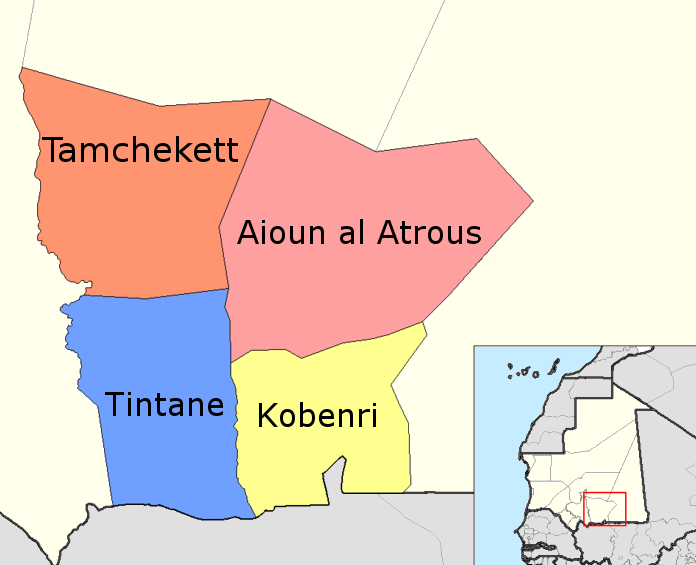
Départements in Hodh El Gharbi

## Verwaltung
Sie ist zentral südlich gelegen und wird von den mauretanischen Regionen Tagant im Norden, Hodh Ech Chargui im Osten und Assaba im Westen umgeben und grenzt im Süden an Mali.
Die Hauptstadt ist Ayoûn el-Atroûs. Hodh El Gharbi gliedert sich in die vier Départements Tamchekett, Tintane, Aioun el Atrouss und Kobenni.

## Geografie
Die abflusslose Aoukar-Wüste, die Teile der drei Verwaltungsregionen im Südosten von Mauretanion umfasst, erstreckt sich im Norden bis zum Ort Tichit am  Rand des Tagant-Plateaus. In West-Ost-Richtung reicht sie von Kiffa in der Region Assaba bis nach Néma in der Region Hodh Ech Chargui. Die Ebene war von ca. 1700 vor Christus bis in die Zeit um 500 vor Christus von einem See bedeckt, der langsam austrocknete und verlandete. Die Siedlungen am Rand des Sees wurden von ihren Bewohnern verlassen.